# Mordloch
Das Mordloch ist eine wasserführende Höhle – in der Fachsprache: eine aktive vadose Höhle – im Roggental bei Steinenkirch, einem Ortsteil von Böhmenkirch in Baden-Württemberg. Mit derzeit nachgewiesenen 4382 Metern steht die Höhle nach Gesamtlänge auf Rang 18 der Höhlen Deutschlands und auf Rang 4 der baden-württembergischen. Das zu Tage tretende Wasser mündet über den ihr in ihrer Aue parallel fließenden Mühlbach nach etwa einem Kilometer an der Oberen Roggenmühle in die Eyb.
Die Höhle kann im vorderen Bereich mit einfacher Ausrüstung befahren werden, ab dem ersten Siphon nach 80 Metern ist jedoch eine Tauchausrüstung erforderlich. Wie bei allen aktiven Wasserhöhlen ist das Befahren sehr gefährlich und sollte nur von erfahrenen Höhlengängern unternommen werden.

## Geschichte
Um das Mordloch rankt sich die Sage vom Eybacher Schlossförster. Er soll von Wilderern ermordet und seine Leiche in der Höhle versteckt worden sein, wo sie nach langer Suche der treue Hund des Försters gefunden habe. Der Mörder sei später am Ravensteiner Felsen tödlich verunglückt und habe vor seinem eigenen Tod noch den Mord gestanden.
- 1800: Veröffentlichung des ersten Befahrungsberichtes
- 1883: Die beiden Müller im Roggental lassen das Mundloch der Quelle erweitern, um das abfließende Wasser besser nutzen zu können.
- 11. Juli 1959: Der erste Siphon wird erstmals von Manfred Keller mit einem Druckluftgerät durchtaucht.
- 1959–1965: Erforschung durch die Höhlenforschergruppe Eschenbach/Göppingen
- 1964/1965: Jochen Hasenmayer und Alexander Wunsch durchtauchen die Endsyphone
- 4. bis 7. Februar 1977: Vier Sporttaucher werden in der Höhle durch plötzliches Hochwasser eingeschlossen. Die Höhle wird durch die dramatische Rettungsaktion überregional bekannt.
- 1986: Die Höhlenforschungsgruppen Stuttgart, Kirchheim und Ostalb erforschen mehrere Seitengänge und vermessen die Höhle auf 4320 Meter.

## Bilder

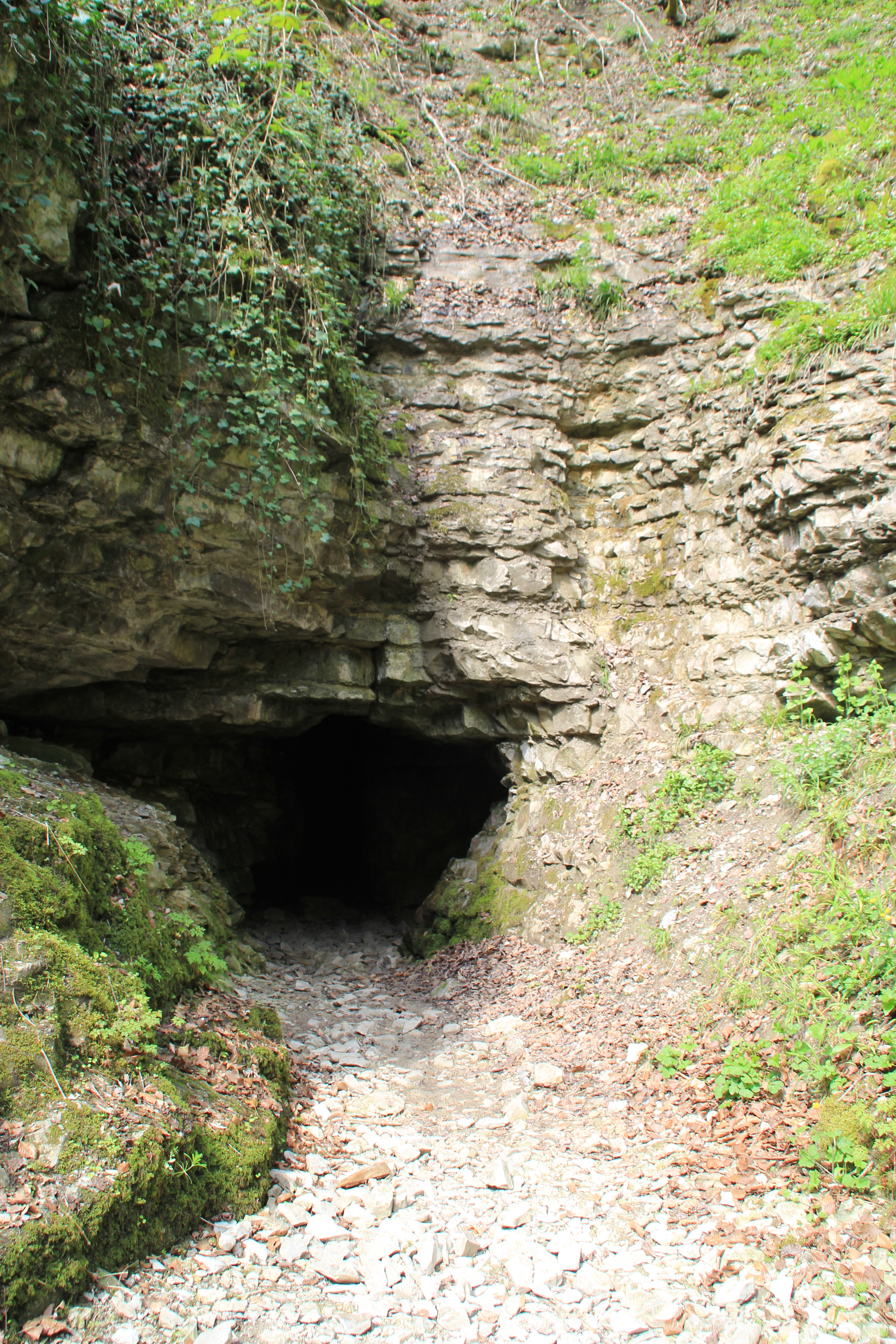
Portal
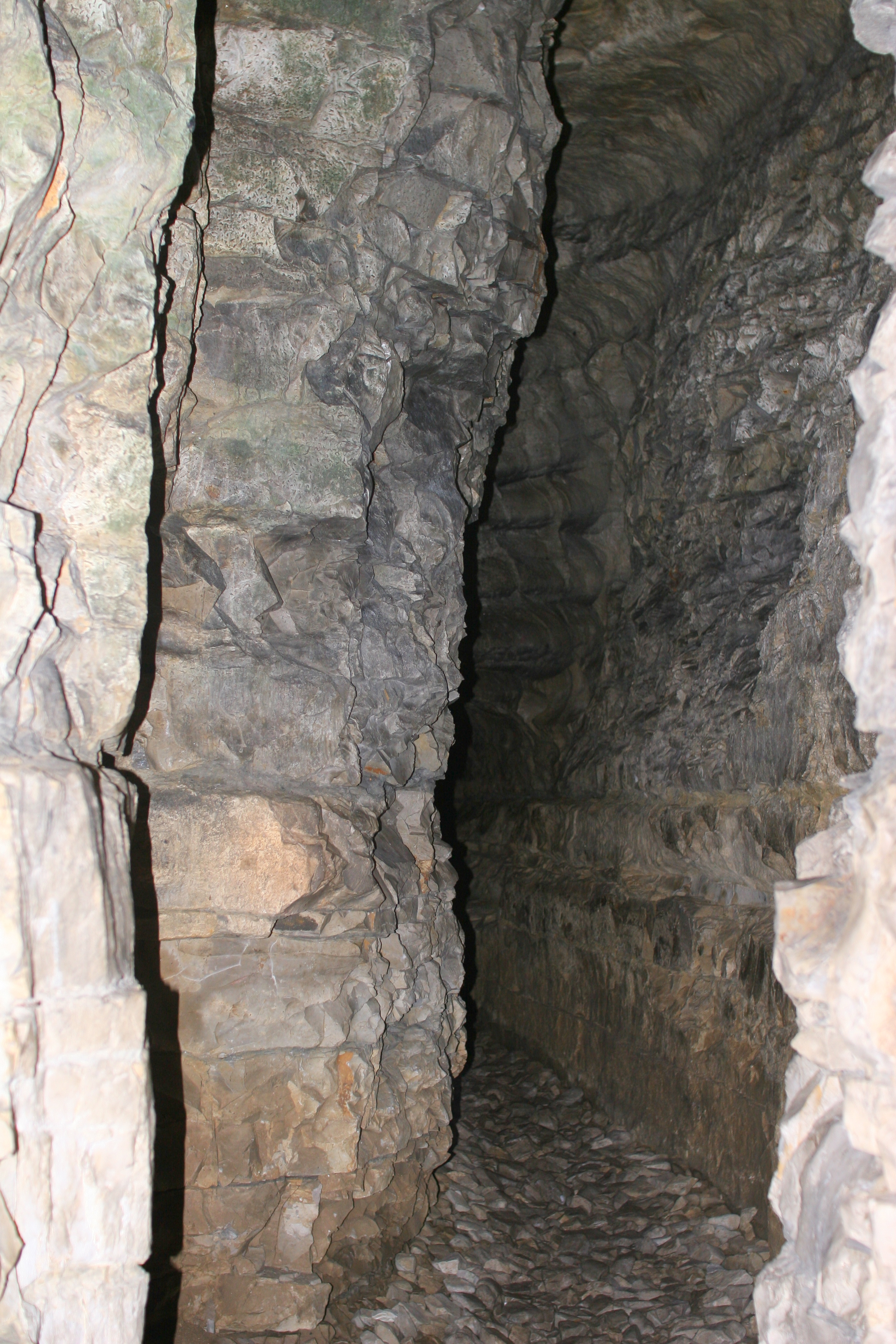
Zugangsbereich
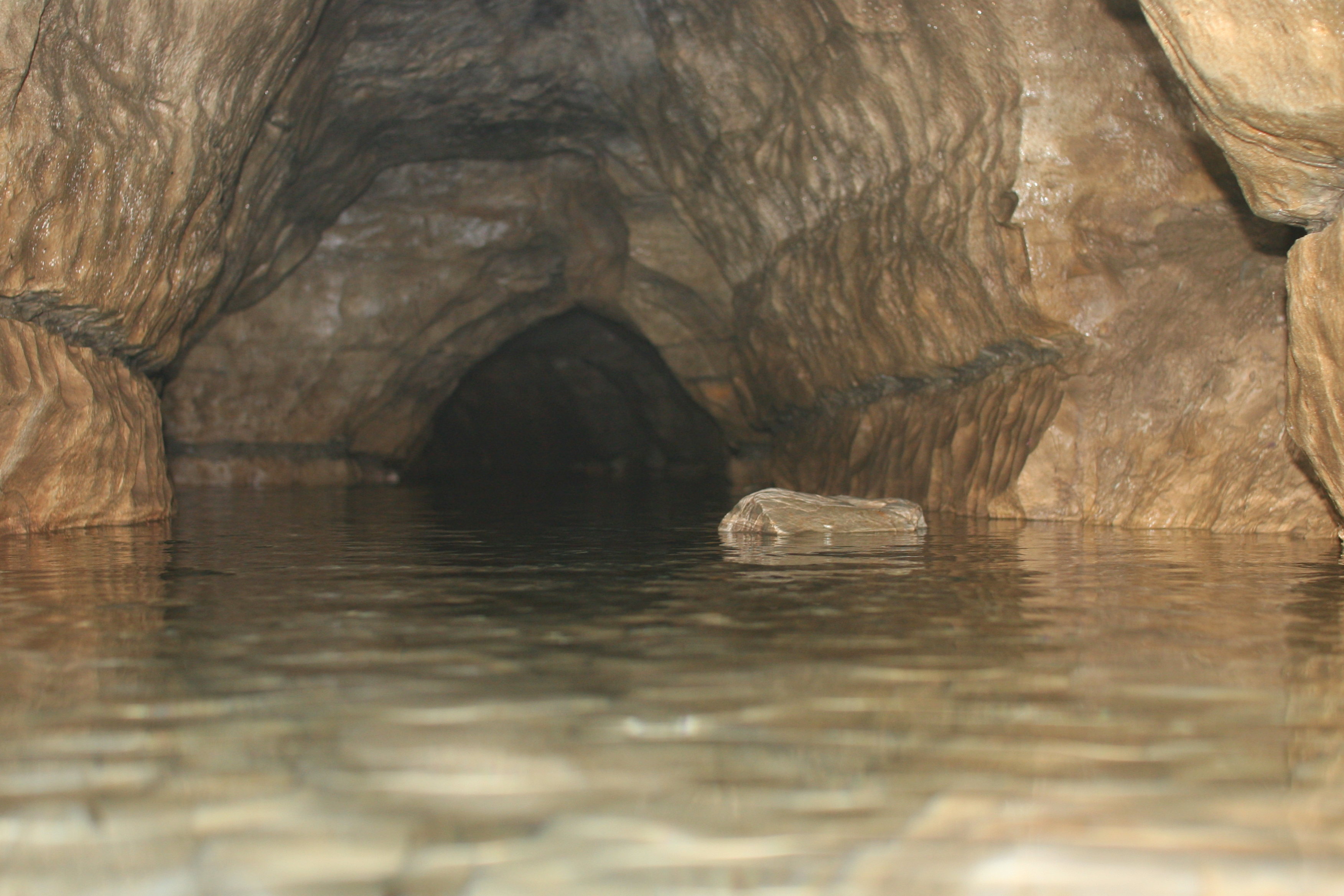
Wasserstand bei 50 cm rund 50 m hinter dem Zugang